# Héctor Chibán
Héctor Martín Chibán (Ciudad de Salta, 6 de abril de 1967) es un abogado y político argentino. Se desempeñó como Diputado Provincial por el Departamento de Salta capital por la Unión Cívica Radical.

## Biografía
Nació en la Ciudad de Salta el 6 de abril del año 1967, siendo segunda generación de argentinos, dado que sus abuelos paternos eran inmigrantes sirios y los maternos españoles. Cursó sus estudios primarios y secundarios en el Colegio Belgrano . Cuando se desempeñaba al frente de la GECAL fue denunciado por maltratos por la presidenta de la Fundación Corazón y Esfuerzo.
Durante esos 5 años de estudio, fue Secretario Académico. El diputado se recibió de abogado el 5 de julio de 1990 y regresó a su provincia natal.

## Carrera política
Chibán se desempeñó como abogado a lo largo de veinticinco años además de involucrarse en varios emprendimientos propios y familiares.
En el año 2014 se comunica con él, el por entonces Presidente de la Unión Cívica Radical de la Provincia de Salta, Miguel Nanni, para invitarlo a participar de forma más activa en la política partidaria. Chibán acepta y es nombrado Secretario del Comité Provincia y Apoderado del partido a nivel provincial. Al año siguiente, en el 2015, es nombrado Apoderado del frente Cambiemos.
En el año 2016 acompaña la reelección partidaria de Miguel Nanni como presidente del comité provincia de la UCR siendo el candidato del cafayateño para presidir el comité capital. En agosto de ese año gana las elecciones internas y se proclama como Presidente del Comité Capital por un periodo de dos años. Ese mismo año es nombrado por Mauricio Macri y su ministro de trabajo, Jorge Triarca, como Gerente de Empleo y Capacitación Laboral en la Provincia de Salta.
Al año siguiente de su nombramiento como presidente del comité capital participa de las Elecciones PASO para el puesto de Diputado Provincial. Logra la candidatura de cara a las elecciones generales ganando las elecciones internas contra Francisco Laiseca, "Huayti" González y Ana Natino. En esas elecciones Chibán sacó 10690 votos que significaron el 44,32% de los votos válidos dentro de la interna partidaria. En las Elecciones generales del 2017 Chibán sacó 19367 votos, un total de 6,54% de los votos válidos, que le permitió lograr una banca en la legislatura provincial para su espacio por el periodo 2017-2021.
En el año 2018, la Unión Cívica Radical tenía que elegir a sus autoridades provinciales. Miguel Nanni no se presentaba para otro mandato e impulsaba la candidatura de Mario Mimessi. Chibán no buscaría reelegir en el Comité Capital y dio todo su apoyo a su correligionaria y concejal en ese momento, Sandra Vargas. El en ese entonces diputado provincial por el Departamento de General San Martín ganó las elecciones internas y Chibán fue elegido entonces como su vicepresidente segundo del partido en todo el territorio de la Provincia de Salta.
En el 2021 se presentó como candidato a presidente del comité capital de la Unión Cívica Radical enfrentándose a la línea interna del otrora amigo, Miguel Nanni. En las internas perdería por menos de cien votos con Rubén Correa complicándose así la posibilidad de volver a ser elegido como candidato dentro del partido.
En ese mismo año se confirmaría que no buscaría la reelección para la cámara baja provincial y que intentaría ser el candidato a diputado nacional de Juntos por el Cambio +. Luego de un intento de proscripción de parte del nannismo radical finalmente el juez Bavio aprobó la precandidatura de Chibán para diputado nacional. Héctor estaría acompañado por la periodista Silvia Ruiz.
Chibán logró en las PASO 30.886 votos y no fueron suficientes para imponerse en la interna ya que el olmedista Carlos Zapata obtuvo 61.814 votos e Inés Liendo, la candidata de la lista unidad entre el PRO y la UCR, 50.882 votos. Héctor se impondría solamente sobre Nicolás Avellaneda el funcionario de Sáenz que compitió dentro de la interna de la oposición.

## Controversias y denuncias
Chibán es un político caracterizado por su verborragia. Eso lo ha llevado muchas veces a generar temas polémicos tanto en los medios como en la cámara de diputados misma. Por ejemplo presentó un proyecto de ley para retirar todos los símbolos religiosos de los edificios públicos, entre ellos la Cámara de Diputados de la Provincia de Salta. Eso lo llevó a tener una pelea dialéctica en el recinto con Andrés Suriani, uno de los diputados más conservadores, y Chibán llegó a llamarlo "opa" de forma indirecta.
En su campaña del 2017 para diputado provincial había dicho que cuando consiguiera fueros denunciaría a los hijos del poder que estaban involucrados en casos de asesinatos pero cuando llegó a la banca nunca lo hizo. Eso generó que Ana Fernández, referente de la comisión de familiares contra la impunidad lo denunciara penalmente por encubrir crímenes. Chibán luego pediría disculpas por sus dichos y se los atribuyó a la inexperiencia política.
Cuando se desempeñaba al frente de la GECAL fue denunciado por la presidenta de la Fundación Corazón y Esfuerzo. Además también supo enfrentar Presidente del PRO salteño, Martín de los Ríos, por haberse "quedado" con la institucionalidad del frente Cambiemos.
Sobre Chibán gira una polémica porque es apoderado de Emprendimientos Inmobiliarios S.R.L. Empresa de la cual son accionarios sus hijos luego de que el diputado se las transfiriese antes de asumir su banca. La polémica es que la empresa realiza contrataciones y alquileres al Estado provincial por sumas muy elevadas. Al no ser accionista del negocio Chibán no está infringiendo la ley pero está mal visto que un diputado y una empresa ligada a su entorno haga negocios con el estado por sumas exorbitantes cuando la provincia no tiene sus cuentas saneadas. Si Chibán aún fuera accionista tendría problemas legales porque los diputados tienen prohibido realizar contrataciones con el estado por la posibilidad de hacer uso de sus influencias para sacar provecho.
La polémica más reciente del diputado es que fue a Aunor a retirar a su hijo que había vuelto de Buenos Aires a Salta pero en medio de la pandemia de Coronavirus. Lo hizo de forma irregular y violando protocolos. El legislador se habría dirigido en tono amenazante a los doctores que pedían respetar las normas. La policía llevó a los jóvenes, entre ellos el hijo del diputado, a un hostal en San Lorenzo para que cumpliesen con la cuarentena; en tanto, el diputado desobedeciendo todos los protocolos se dirigió irresponsablemente a una comisaría a iniciar una demanda contra el médico que se encontraba en la barrera sanitaria. Chibán aseguró que todo fue una persecución política y que él había cumplimentado con todos los protocolos sanitarios. Lo que es un hecho es que se apersonó en la Legislatura al día siguiente, cuando se recomendaba que hiciese cuarentena por precaución. De todas maneras el diputado radical se hizo un control de PCR, el cual le dio negativo.
Hector chiban intenta desembarcar en la política institucional del colegio de abogados aún que no conoce mucho de esta. Sin saber quien es el presidente del colegio de abogados, realiza opiniones sin fundamentos en distintos medios de comunicación, llegando a hacer el ridículo.